# برايان ستريت
برايان ستريت (بالإنجليزية: Brian Street)‏ هو عالم إنسان بريطاني، ولد في 24 أكتوبر 1943، وتوفي في 21 يونيو 2017.